# Santo Stefano Ticino
Santo Stefano Ticino (AFI: /santosˈtɛfano tiˈʧino/; San Stèvan in dialetto milanese AFI: /sɑ̃ˈstevan/, e semplicemente Santo Stefano fino al 1862) è un comune italiano di 5 021 abitanti della città metropolitana di Milano in Lombardia. Fa parte dell'hinterland ovest di Milano e del territorio del Magentino.

## Geografia fisica

### Territorio
Il comune di Santo Stefano Ticino confina a nord con Ossona e Arluno, ad est ancora con Arluno, a sud con Corbetta e Magenta e ad ovest con Marcallo con Casone.
Nonostante l'appellativo, il territorio comunale non è attraversato dal fiume Ticino, che scorre nel limitrofo comune di Magenta.

### Geologia e idrografia
Morfologicamente, il territorio di Santo Stefano Ticino è caratterizzato dall'ambiente pianeggiante tipico della pianura padana, prevalentemente adatto a boschi o coltivazioni. L'altitudine media è di 152 m s.l.m.

### Sismologia
Dal punto di vista sismico Santo Stefano Ticino presenta un rischio molto basso ed è stata classificata come il comune zona 4 (bassa sismicità) dalla protezione civile nazionale.

### Clima
Il clima di Santo Stefano Ticino è quello continentale, tipico delle pianure settentrionali italiane con inverni freddi e abbastanza rigidi con diverse giornate di gelo, col fenomeno della nebbia; le estati, che risentono di elevate temperature che possono superare i 30 °C, presentano una umidità che può raggiungere l'80% causando quel fenomeno di caldo umido comunemente chiamato "afa". L'umidità non è comunque presente solo d'estate, ma è molto elevata tutto l'anno. I dati provenienti dalla vicina stazione meteorologica di Milano Malpensa, ad ogni modo, indicano, in base alla media trentennale di riferimento (1961-1990) per l'Organizzazione Mondiale della Meteorologia, che la temperatura media del mese più freddo, gennaio, si attesta attorno a -4 °C; quella del mese più caldo, luglio, è appena sopra i +28 °C.
Il comune appartiene alla zona climatica E, 2656 GR/G. Santo Stefano Ticino, come del resto gran parte dei comuni della Pianura Padana, soffre di scarsa ventilazione.
La piovosità si concentra principalmente in autunno e in primavera con un minimo relativo invernale e con una media annua superiore ai 1000 mm, con un minimo relativo invernale.

## Storia

### Dalle origini al Medioevo: la signoria dei Borri

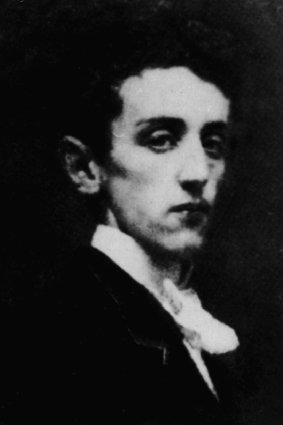
Carlo Dossi scoprì tracce di antichi insediamenti presso Santo Stefano Ticino

Le origini del comune di Santo Stefano Ticino non sono chiare, ma i primi ritrovamenti risalgono comunque all'epoca della dominazione romana. Il besatese conte Napoleone Bertoglio Pisani, uno dei più illustri archeologi dell'area dell'abbiatense, ha riportato per la rivista Arte e Storia il ritrovamento, avvenuto tra il 1900 ed il 1903 in territorio di Santo Stefano Ticino di un'urna cineraria contenente uno specchio ed altro (in località cascina Ranteghetta, verso Marcallo con Casone), oltre a fittili come riconducibili ad una necropoli. Altri reperti, oggi conservati al Museo archeologico Villa Pisani Dossi di Corbetta, furono scoperti da Carlo Dossi nel 1902 su terreni di proprietà di Francesco Mussi, fratello del senatore Giuseppe, in località Robarello (a sud del paese): tale gruppo di oggetti era costituito da un "imbalsamatorio di vetro verde-azzurro oltre ad anfore con vernice nera e pareti sottili".
Gli storici locali ad ogni modo ritengono che il primo nucleo di cascinali si sia sviluppato già verso la fine del XII secolo intorno ad una cappella che sorgeva isolata nella campagna.
Alla fine del XIII secolo, Goffredo da Bussero nominò nella sua opera anche la cappella di Santo Stefano fra le chiese che facevano parte della pieve di Corbetta. Squarcino Borri, capitano dei nobili esuli da Milano all'avvento dei Torriani e fedelissimo sostenitore della famiglia Visconti, nacque a Santo Stefano nel 1230. Nel 1275 questi, assieme al figlio Guglielmo, ottenne in feudo gran parte delle terre di Corbetta e Santo Stefano per i servizi resi a Ottone e Matteo Visconti tramite la mediazione della moglie di quest'ultimo, Bonacossa. In questo periodo Santo Stefano aveva già una sua fisionomia e una struttura prettamente difensiva come la maggior parte dei cascinali e dei borghi medioevali.

### Testimonianze del Rinascimento e la fine della feudalità

Stemma della nobile famiglia milanese degli Aliprandi della quale, dal XVI secolo, un ramo si stabilì a Santo Stefano Ticino e si suddivise successivamente in tre diramazioni (Ramo di Giulio Cesare, Aliprandi Visconti e Aliprandi Carena conti di Merone)

Al XV secolo risale un documento scritto nel quale a Santo Stefano: si tratta di una lettera scritta da Franchino Caimi, precettore di Ludovico il Moro, al suo signore da Santo Stefano. Durante la dominazione spagnola il paese si sviluppò notevolmente e nuove costruzioni, per la maggior parte con funzione difensiva, sorsero intorno al nucleo più antico. Nel corso del XVI secolo, inoltre, per decreto di Carlo Borromeo che visitò il paese nel 1578 dopo essere passato per Corbetta, la chiesa locale venne sottoposta alla giurisdizione della parrocchia di Ossona, fatto che non fu gradito dagli abitanti della borgata e che portò a rancori e risentimenti negli anni. Risale al 25 settembre 1610 un atto notarile che testimonia la volontà del cardinale Borromeo di rendere Santo Stefano indipendente dalla parrocchia di Ossona. Nel 1650 Santo Stefano, fin allora un feudo di proprietà privata, comprò la propria indipendenza per 1.200 lire milanesi, ma circa venti anni dopo, nel 1672, dovette rinunciare alla propria libertà a causa degli ingenti debiti e tornò ad essere un feudo dei Borri.
Il 24 ottobre 1576 Gaspare Aliprandi donò un terreno situato in Santo Stefano alla chiesa parrocchiale e nel 1615 Alippio Aliprandi con testamento lasciò, sempre alla chiesa parrocchiale, dei legati per finire la cappella da lui iniziata a costruire nella medesima chiesa.
Nel 1632 ci fu una permuta di terreno fra il parroco e Ambrogio Aliprandi di Milano.
Nel borgo furono presenti nella medesima epoca anche alcune diramazioni della nobile famiglia milanese Aliprandi originate dai figli del predetto Gaspare Aliprandi: il ramo che discende dal nobile Giulio Cesare Aliprandi, figlio di Gaspare, ammesso nel 1584, con prove di nobiltà, nel Collegio dei Nobili Giureconsulti di Milano, fratello di Luigi Aliprandi ricevuto nel 1587, con prove di nobiltà, nell'Ordine di Santo Stefano papa e martire, gli Aliprandi Visconti e gli Aliprandi Carena conti di Merone.
Il predetto Luigi Aliprandi, all'inizio del Seicento, fece costruire una cappella gentilizia nella chiesa parrocchiale di Santo Stefano e, nello stesso periodo, la sua famiglia costruì una villa (oggi distrutta) che è ancora riportata nel Catasto Teresiano conservato nell'Archivio di Stato di Milano.
La famiglia Aliprandi Carena, in occasione del matrimonio di Antonia Aliprandi, figlia del conte don Gaetano degli Aliprandi Carena, con il conte Francesco Carlo Parravicini, assegnò in dote i fabbricati compresi nel quartiere che andava da via Milano a via Aurora ed i terreni fino ad Arluno.

### Dal periodo napoleonico ai giorni nostri
In età napoleonica il comune venne soppresso, annettendolo dapprima ad Ossona nel 1809, e poi a Corbetta nel 1811. Nel 1786 il comune di santo Stefano fu inserito nella provincia di Pavia.
Nel 1787 furono aperte due scuole per bambini dai sette ai dodici anni. All'inizio del XX secolo fu fondato il centro ricreativo "La Concordia" su iniziativa del parroco don Angelo Venegoni; dopo qualche anno furono costruiti la chiesa nuova e l'asilo. Nel 1930 iniziarono a funzionare anche le scuole elementari in via Garibaldi, costruite una decina di anni prima grazie al contributo della famiglia Citterio. Oggi l'edificio è la sede municipio locale. Le scuole medie furono realizzate negli anni Settanta in viale della Repubblica, dove furono poi costruite anche le nuove scuole elementari.
Nel 1935 il cardinale Alfredo Ildefonso Schuster, arcivescovo di Milano, dispose la riorganizzazione della parrocchia di Santo Stefano Ticino, decretando che le cascine Ranteghetta, Ripoldo, Ripoldino, Spagnola e Davide che pur trovandosi nel territorio comunale erano appartenenti alla parrocchia di Ossona, passassero sotto la giurisdizione della parrocchia di Santo Stefano, così come per la cascina Barera che era sottoposta all'autorità della prevostura di Corbetta.

### Simboli
Lo stemma e il gonfalone sono stati concessi con decreto del presidente della Repubblica del 15 aprile 1957.
Stemma
Lo stemma di questo comune si è ispirato ad elementi di carattere territoriale e storico: per quanto riguarda il primo dei due elementi, esso si è concertato con l'inserimento, nella prima sezione dello stemma, della figura del campanile della chiesa parrocchiale, dedicata appunto a santo Stefano. Per quanto concerne invece l'elemento di carattere storico, gli amministratori del comune hanno voluto a suo tempo inserire, nella seconda sezione dello stemma, la figura araldica di un toro che costituisce lo stemma della famiglia Borri di Milano che a partire dal 1672 era divenuta titolare di questo feudo.
Gonfalone

## Monumenti e luoghi d'interesse

### Architetture religiose

#### Chiesa parrocchiale di Santo Stefano

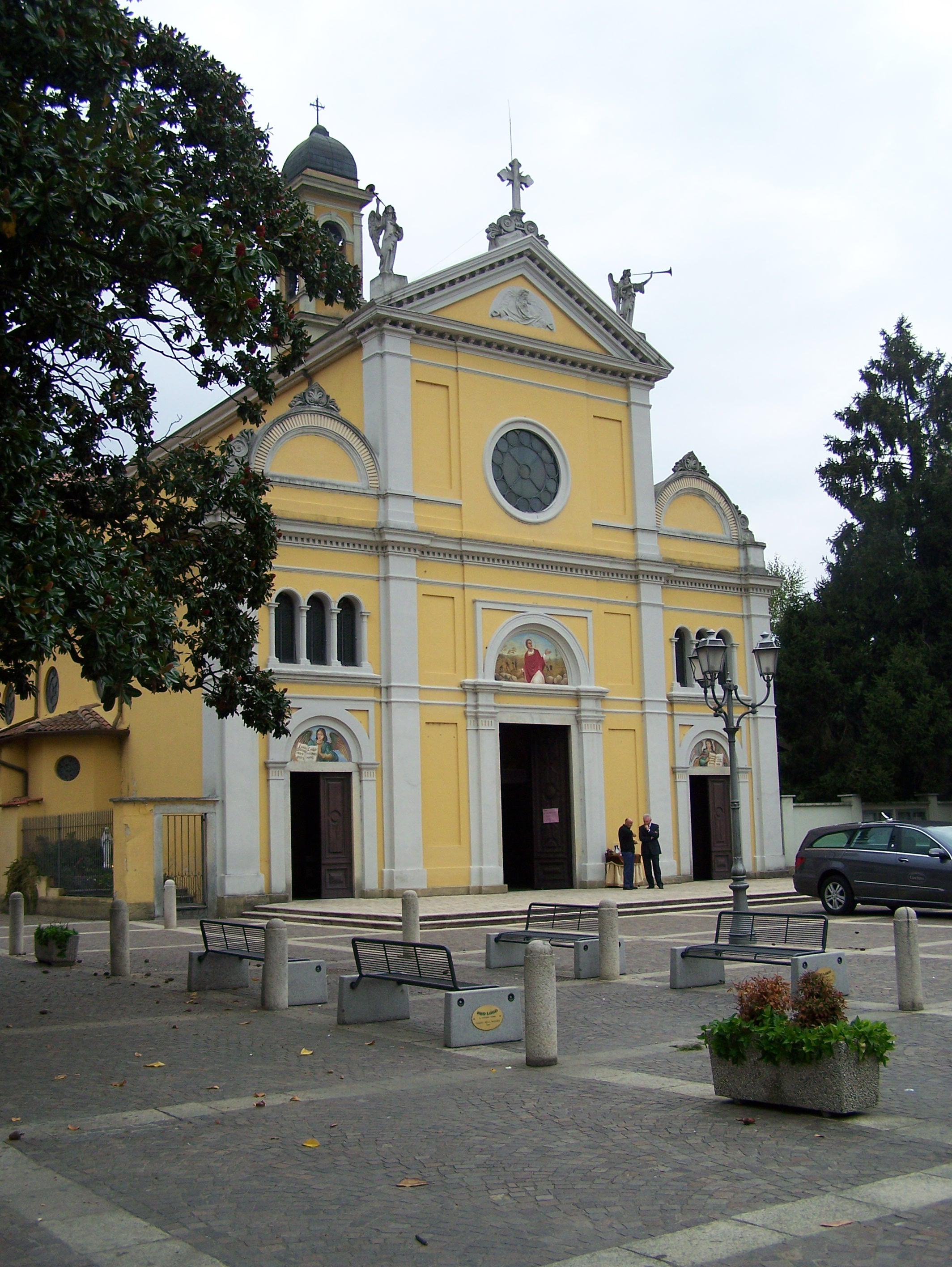
La facciata della chiesa parrocchiale

La chiesa di Santo Stefano è dedicata al patrono del paese, che dà anche il nome al comune stesso. L'edificio attuale venne costruito tra il 1902 e il 1907.

#### Chiesa di Santa Maria alla Barera
La chiesa, eretta presso la cascina Barera, a sud dell'abitato di Santo Stefano Ticino al confine con Magenta e Marcallo con Casone, venne realizzata nel 1957 sul terreno di proprietà privata della famiglia Cucchi per venire incontro alle esigenze della comunità ivi presente, piuttosto numerosa e distante dalla parrocchia cittadina. La chiesa venne terminata nel 1958 e venne ufficialmente benedetta dal parroco che da allora vi officiò messa regolarmente alla domenica ed in altre feste prestabilite. Con lo spopolamento dell'area negli anni '70 del Novecento, la chiesa venne perlopiù abbandonata ed attualmente necessita di restauri accurati.
L'interno, contraddistinto da un'unica aula di forma quadrangolare, identifica il presbiterio come separato dal resto della chiesa da una balaustra in cemento bianco.

### Architetture civili

#### Palazzo Parravicini
La struttura, nota popolarmente col nome di "Palazzo della Marchesa" e sorta nei pressi del centro storico di Santo Stefano Ticino, venne costruita con tutta probabilità nel Seicento dalla famiglia Aliprandi ed a tale proprietà rimase legato sino al matrimonio tra donna Antonia Aliprandi, figlia del conte don Gaetano degli Aliprandi Carena, ed il conte Carlo Francesco Parravicini, quando appunto il palazzo passò in dote a quest'ultima famiglia. Gli ultimi discendenti della famiglia Parravicini abitarono questa dimora sino agli anni '50 del Novecento quando la proprietà intera venne messa all'asta e il palazzo venne diviso in porzioni abitative tra diversi acquirenti.
La villa si presenta come una struttura esternamente molto semplice, ingentilita da un porticato a tre archi a tutto sesto poggianti su colonne in granito e da un balconcino, affacciato un tempo su un cortile con aiuole, da cui si dipartiva il viale d'accesso (oggi via Monte Nero) perfettamente perpendicolare alla facciata principale. A seguito dello smembramento della proprietà e dell'edificazione nelle aree immediatamente circostanti, i due accessi principali, dalle attuali via Monte Nero e via Milano non sono più collegati direttamente alla villa. Rimane quello che fu l'ingresso di servizio, situato in vicolo Parravicini, che dalla famiglia che fu proprietaria del palazzo prende ancora oggi il nome. Attualmente la villa, frazionata in diverse abitazioni di corte, è stata in gran parte snaturata della struttura originaria e versa in stato di degrado generale.

### Palazzo Citterio

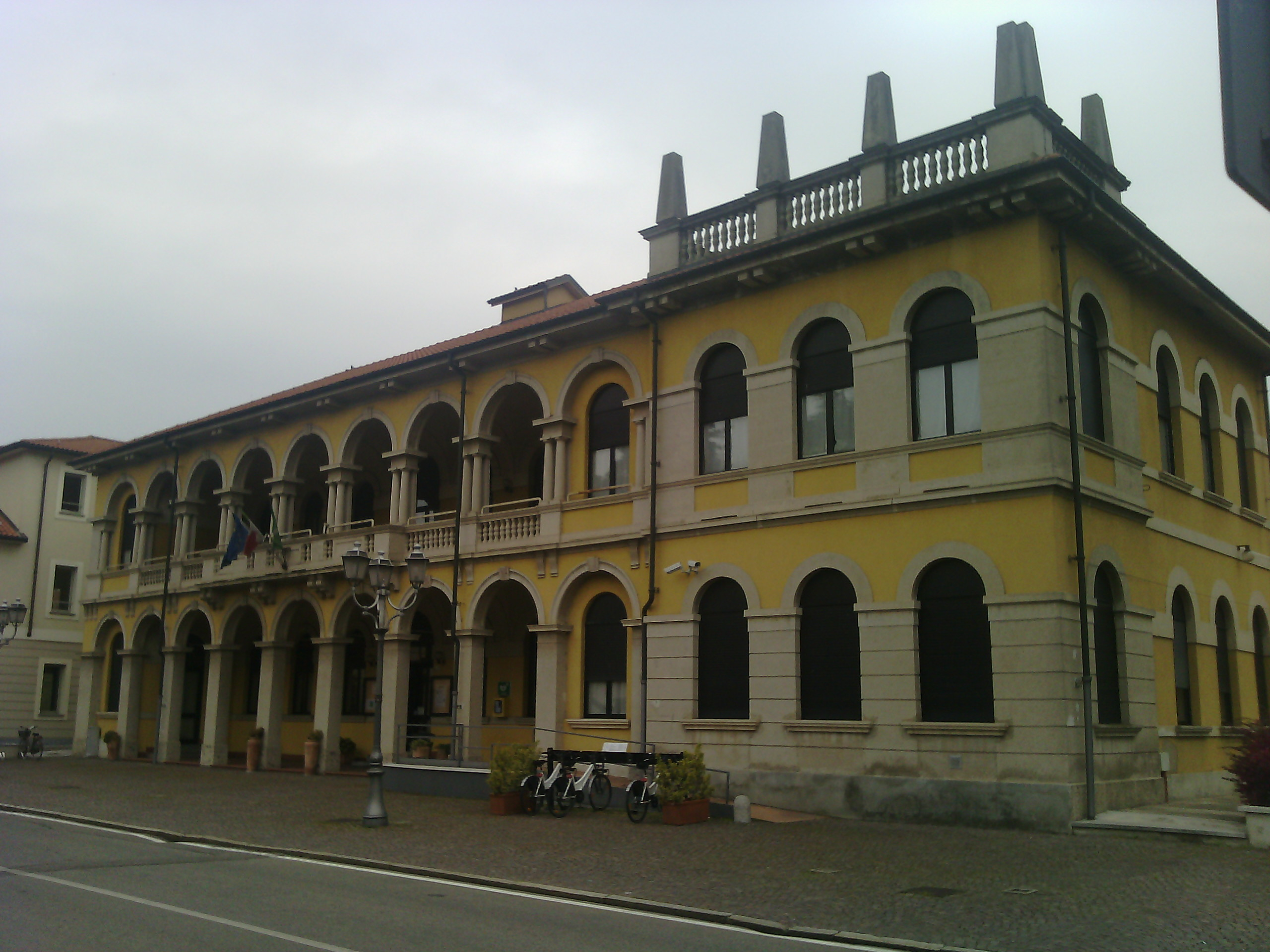
Palazzo Citterio

Palazzo Citterio venne costruito nel 1930 dal ricco industriale locale Girolamo Citterio che lo eresse per venire incontro all'esigenza del paese di dotarsi di un nuovo edificio scolastico. L'intento originario del Citterio, in realtà, era quello di ristrutturare l'antico Palazzo Aliprandi Ponzoni che sorgeva in questo stesso sito, ma che crollò rovinosamente in buona parte della struttura durante i lavori di restauro e fu allora che venne decisa la costruzione di un nuovo edificio.
Il palazzo si presenta ancora oggi solenne nell'aspetto, con una facciata classicheggiante contraddistinta da un ampio porticato sormontato da un loggiato con colonnine ornamentali. Dopo aver ospitato diversi uffici tra cui durante il fascismo la locale Casa del Fascio e l'ufficio postale locale, attualmente esso è sede dell'amministrazione comunale.

## Società

### Evoluzione demografica
Nel 1200 circa, gli abitanti di Santo Stefano Ticino erano all'incirca 200, saliti al doppio al momento della costituzione della parrocchia nel 1610 ed a solo 320 oltre un secolo e mezzo dopo, nel 1751. In epoca napoleonica, nel 1805, gli abitanti erano 565, saliti a 918 nel 1853.
Abitanti censiti

### Etnie e minoranze straniere
Secondo i dati ISTAT al 1º gennaio 2022 la popolazione straniera residente era di 451 persone, costituenti il 9,1% della popolazione totale. Le nazionalità maggiormente rappresentate in base alla loro percentuale sul totale della popolazione residente erano:
1. Romania 66
2. Egitto 57
3. Albania 54
4. Pakistan 43
5. Ucraina 37
6. Kosovo 21
7. Marocco 21

Nei dati ufficiali non sono considerati gli stranieri irregolari. Secondo i dati dell'ultimo censimento (2021) la popolazione straniera di Santo Stefano Ticino è aumentata dello 0,1% rispetto al censimento precedente.

## Cultura

### Musica
Le principali associazioni cittadine che si occupano di musica sono la banda "Corpo Musicale Giuseppe Verdi" e il coro "Corale Stefanese".

## Economia

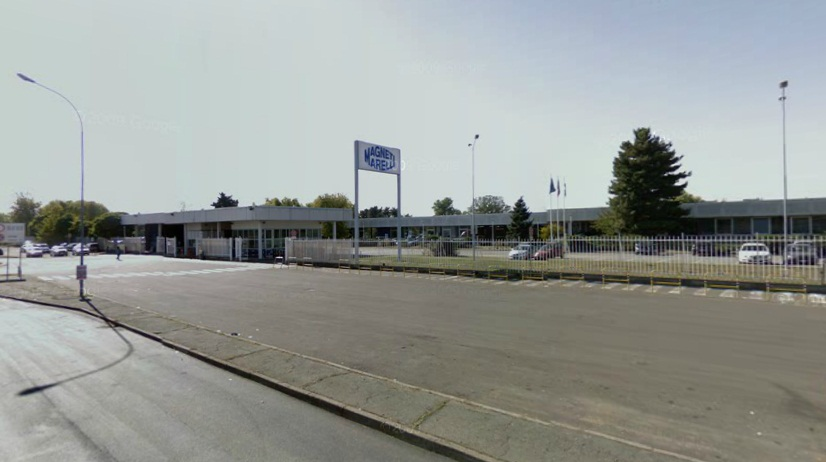
Lo stabilimento della Magneti Marelli di Corbetta, al confine col comune di Santo Stefano Ticino

L'economia di Santo Stefano Ticino, basata per lungo tempo unicamente sull'attività agricola, a partire dal 1904 iniziò a trasformarsi in direzione industriale grazie alla costruzione della prima azienda sul territorio, la "Tessitura meccanica di lino, cotone e juta", chiusa nel 1951. Gli stabili della tessitura furono poi sede della fabbrica di stampi plastici Selap, fino ai primi anni Novanta del XX secolo. La Tessitura, per quasi mezzo secolo, rappresentò un'importante fonte di occupazione sul territorio radunando in sé circa duecento operai. Molto diffusa, fino al XIX secolo, fu la coltivazione della vite, poi abbandonata; la coltivazione dei gelsi e del granoturco fu introdotta nel XV secolo.
A partire dagli anni cinquanta del Novecento è aumentata l'occupazione nell'industria, soprattutto nelle grandi fabbriche milanesi, quali Breda, Falck e Pirelli. I principali centri occupazionali nel territorio comunale sono stati il Macello Ultrocchi, la fabbrica di materiali e stampi plastici Selap (entrambi oggi non più esistenti e le cui aree sono state riconvertite in quartieri residenziali) la Veglia Borletti, situata anche nel territorio del Comune di Corbetta, oggi ancora attiva come Magneti Marelli. Oltre a quest'ultima, la maggiore attività produttiva oggi presente nel comune è il Salumificio Giuseppe Citterio, trasferitosi da Rho. La realtà economica locale è caratterizzata dalla presenza di piccole e medie imprese e di attività artigianali che occupano oltre mille addetti.
Santo Stefano Ticino è, di fatto, divenuta parte dell'hinterland milanese e la sua popolazione, di conseguenza, risulta largamente occupata anche nel settore dei servizi presenti nella città metropolitana.

## Infrastrutture e trasporti

### Ferrovie e tranvie

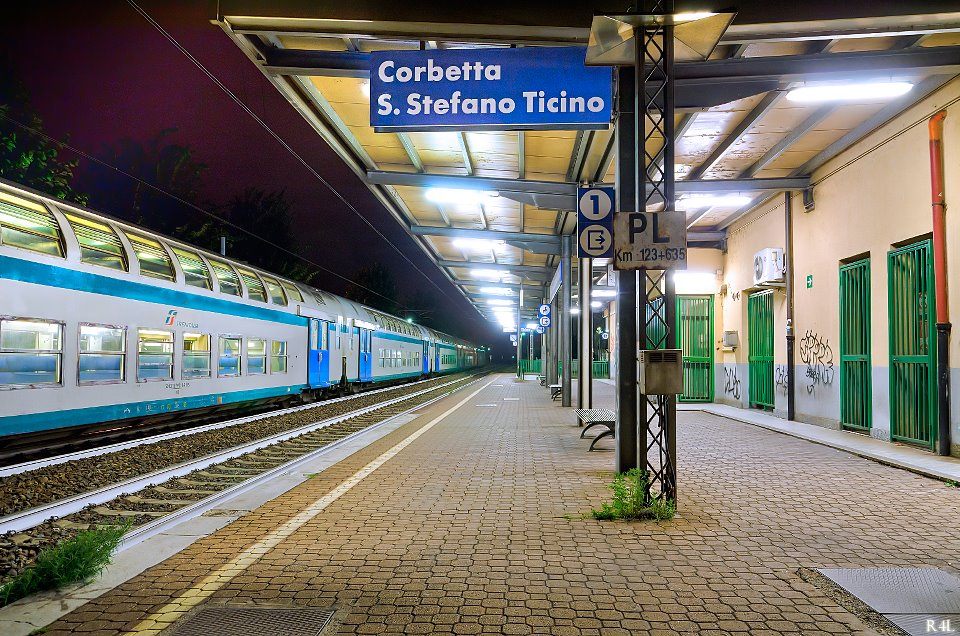
La stazione di Corbetta-Santo Stefano Ticino di notte

La stazione ferroviaria Corbetta-Santo Stefano Ticino si trova nel territorio comunale di Santo Stefano Ticino; posta sulla linea Torino–Milano, è servita dai treni della linea S6 (Novara–Treviglio). Il servizio ferroviario suburbano di Milano è operato da Trenord nell'ambito del contratto di servizio stipulato con la Regione Lombardia.

## Amministrazione
Sindaci di Santo Stefano Ticino dal Dopoguerra

### Sindaci durante ilRegno d'Italia
| consiliatura | durata | sindaco       | in carica   | partito                  | luogo e anno di nascita    | luogo e anno di morte | note |
| ------------ | ------ | ------------- | ----------- | ------------------------ | -------------------------- | --------------------- | ---- |
| --           | --     | Carlo Marnati | 1945 - 1946 | Sindaco nominato dal CLN | Santo Stefano Ticino, 1912 | Gallarate, 2005       |      |

### Sindaci durante la Repubblica Italiana
| consiliatura | durata      | sindaco                            | in carica               | partito        | luogo e anno di nascita     | luogo e anno di morte      | note |
| ------------ | ----------- | ---------------------------------- | ----------------------- | -------------- | --------------------------- | -------------------------- | ---- |
| I            | 1946 - 1951 | Giacomo Alemani Vincenzo Stracuzza | 1946 - 1948 1948 - 1951 | DC DC          |                             |                            |      |
| II           | 1951 - 1956 | Giuseppe Oddone                    | 1951 - 1956             | DC             |                             |                            |      |
| III          | 1956 - 1960 | Giuseppe Barera                    | 1956 - 1960             | DC             | Santo Stefano Ticino, 1920  | Santo Stefano Ticino, 2017 |      |
| IV           | 1960 - 1965 | Eugenio Bozzi                      | 1960 - 1965             | DC             | Santo Stefano Ticino, 1897  | Arluno, 1967               |      |
| V            | 1965 - 1970 | Eugenio Bozzi Pietro Ultrocchi     | 1965 - 1966 1966 - 1970 | DC DC          | Santo Stefano Ticino, 1923  | Magenta, 2012              |      |
| VI           | 1970 - 1975 | Pietro Ultrocchi Ferruccio Bajardo | 1970 - 1971 1971 - 1975 | DC DC          | 1925                        | 2014                       |      |
| VII          | 1975 - 1980 | Danilo De Cristofaro               | 1975 - 1980             | PCI            | Milano, 1945                |                            |      |
| VIII         | 1980 - 1985 | Ferruccio Bajardo Ezio Carrara     | 1980 - 1982 1982 - 1985 | DC DC          |                             |                            |      |
| IX           | 1985 - 1990 | Ezio Carrara                       | 1985 - 1990             | DC             | Santo Stefano Ticino, 1943  |                            |      |
| X            | 1990 - 1995 | Ezio Carrara                       | 1990 - 1995             | DC             |                             |                            |      |
| XI           | 1995 - 1999 | Martino Steffanoni                 | 1995 - 1999             | Centrosinistra | Milano, 1955                |                            |      |
| XII          | 1999 - 2004 | Martino Steffanoni                 | 1999 - 2004             | Centrosinistra |                             |                            |      |
| XIII         | 2004 - 2009 | Augusto Grillo                     | 2004 - 2009             | Centrosinistra | Isola di Capo Rizzuto, 1954 |                            |      |
| XIV          | 2009 - 2014 | Augusto Grillo                     | 2009 - 2014             | Lista civica   |                             |                            |      |
| XV           | 2014 - 2019 | Dario Tunesi                       | 2014 - 2019             | Centrodestra   | Santo Stefano Ticino, 1963  |                            |      |
| XVI          | 2019 - 2024 | Dario Tunesi                       | 2019 - 2024             | Centrodestra   |                             |                            |      |
| XVII         | 2024 -      | Dario Tunesi                       | 2024 -                  | FDI-FI-Lega    |                             |                            |      |

Dal 1946 al 1995 gli elettori eleggevano solo il consiglio comunale, che eleggeva poi il sindaco tra i suoi membri.
La Legge 25 marzo 1993, n. 81 ha introdotto l'elezione diretta del sindaco e ridotto il mandato di sindaco e consiglio comunale a quattro anni. Quindi, dalla XI consiliatura, il sindaco viene eletto direttamente e non più dal consiglio e il mandato del sindaco e del consiglio coincidono sempre.
Il mandato quadriennale fu applicato solo alla XI consiliatura (1995-1999). Il Decreto Legislativo 18 agosto 2000, n. 267 (Testo unico sull'ordinamento degli enti locali) ha riportato a cinque anni la durata del mandato del sindaco e del consiglio comunale.